# Qala Panja
Qala Pandscha oder Qala Panja (auch Kila Punja und Kala Panja; persisch قلعه بنج Qila-e Panja oder قلای پنجه Qila-e Panjeh) ist ein Dorf im Wachankorridor im äußersten Nordosten Afghanistans.
Es gehört zum Verwaltungsdistrikt Wachan in der Provinz Badachschan.
Es ist 83 km von Ischkaschim am Eingang des Wachan-Korridors entfernt und liegt in 2820 m Höhe in sicherem Abstand zum Pandsch, der 34 km oberhalb des Ortes aus dem Zusammenfluss von Pamir und Wachan entsteht.
Im Jahr 2002 wurden in dem Dorf 72 Haushalte mit 640 Einwohnern gezählt.
In der Nähe des Dorfes steht die frühere Jagdhütte von Mohammed Sahir Schah, des letzten Königs von Afghanistan.
Während heute das rund 115 km weiter im Wahkan liegende Sarhad-e Broghil der letzte ganzjährig bewohnte Ort ist, war zu den Zeiten der Karawanen Qala Pandscha der letzte Ort, an dem Verpflegung und Lasttiere eingekauft werden konnten für den mehr als 300 km langen Weg über den Pamir nach Taschkurgan im Sarikol bzw. in Turkestan, dem heutigen Taschkorgan im chinesischen Xinjiang.